# 卜六
卜六（？—？），托忒文献又作阿歹卜六，明朝称卜六王，是卫拉特蒙古绰罗斯部領袖，养罕之子。1495年，养罕被杀，卜六嗣位太师。
卜六屯驻在哈密北部的巴尔库勒（今巴里坤）。弘治八年（1495年），派弟弟赛罕王谒见甘肃巡抚许进，商议联兵攻打吐鲁番。他和叔父博罗纳哈勒断绝吐鲁番驻守哈密的牙兰回援之路。牙兰于是孤立无援，弃城逃跑，明军收复哈密。然后在也先帖木儿之地击败吐鲁番首领克克可失。正德十三年（1518年），吐鲁番攻打肃州。明朝守臣陈九畴送给卜六彩币，请他乘虚袭破吐鲁番三城，卜六杀掳吐鲁番人以万计。吐鲁番请和。卜六受到明朝赏赐，于是向明朝进贡驼马。嘉靖九年（1530年），再因议婚与吐鲁番生仇。吐鲁番强大，瓦剌困败衰落，部落自相残杀，很多瓦剌归附明朝，哈密乘机侵掠。嘉靖十九年（1540年），卜六不支，求内附明朝，迁往莽来川（今青海省贵德县西南），和瓦剌部另一位首领奄克一起游牧。朝廷不许，遣其出关。后来翁郭楚嗣位。一说即蒙古语史料的阿喇哈青森或者布拉台吉、阿尔毕特孛罗，沈曾植《蒙古源流笺证》里认为他说土尔扈特的哈喇博郭罗。